# Richard Jakoby
Richard Matthias Jakoby (* 11. September 1929 in Dreis; † 9. Juli 2017 in Hannover) war ein deutscher Musikpädagoge und Kulturmanager und bis 1993 Direktor der Hochschule für Musik und Theater Hannover.

## Leben
Jakoby war das sechste von sieben Kindern (er hatte eine Zwillingsschwester, mit der er Klavierunterricht erhielt). Er besuchte die Schule in Klüsserath (wo sein Vater Lehrer war) und ab 1937 in Trier (Friedrich-Wilhelms-Gymnasium ab 1940). Im Zweiten Weltkrieg war er als Schüler im Sanitätsdienst und kurze Zeit zum Volkssturm eingezogen um Panzergräben auszuheben. Die Familie zog nach der Zerstörung von Trier durch Bombenangriffe 1944 wieder nach Dreis. Zeitweise arbeitete und wohnte er im Weingut seiner Klavierlehrerin. Ab 1946 besuchte er das Cusanus-Gymnasium in Wittlich mit dem Abitur 1949. Danach studierte er in Mainz Romanistik, Musikwissenschaft und Musikpädagogik und Philosophie. Das Studium finanzierte er durch Unterricht und als Werkstudent, bevor er ein Gutenberg-Stipendium erhielt. 1954 legte er das Staatsexamen ab und promovierte. Noch als Student wirkte er als Klavierlehrer und Chorleiter. Er war Gymnasiallehrer in Wittlich und Mainz, lehrte Französisch an der Volkshochschule in Mainz und war dort Dozent am Hochschulinstitut, wurde Leiter der Jugendmusikschule und Direktor des Mainzer Peter-Cornelius-Konservatoriums.
1964 wurde er ordentlicher Professor für Musikwissenschaft und Musikpädagogik an der heutigen Staatlichen Hochschule für Musik und Theater in Hannover, wurde 1968 Direktor von deren Vorgängerinstitut (der Musikhochschule) und 1979 Gründungspräsident der Hochschule für Musik und Theater, was er bis zur Emeritierung 1993 blieb. Unter ihm erlangte die Hochschule Promotions- und Habilitationsrecht, unter ihm entstand der Neubau und die Einrichtung von Theater- und Journalismusabteilungen. Später wurde er Ehrenbürger der Hochschule für Musik und Theater Hannover. Er hatte außerdem ab 1976 einen Lehrauftrag für Musikwissenschaft an der Leibniz-Universität Hannover und wurde dort 1981 Honorarprofessor.
In der auswärtigen Kulturpolitik setzte er sich in der Musikpädagogik für die Dritte Welt für die Einbeziehung von deren einheimischen Musikkulturen ein (er war auch im Rat der Goethe-Institute). Er vertrat lange die Interessen der Kunst- und Musikhochschulen in der westdeutschen Rektorenkonferenz. Er reiste viel und war als kultureller Netzwerker sehr aktiv und bekannt.
Er war Präsident und ab 1988 Ehrenmitglied des Deutschen Musikrates. Jakoby war Herausgeber des Musikalmanach – Musikleben in Deutschland und der Zeitschriften Musik und Bildung und Musikforum.
Jakoby war auch Musik- und Theaterkritiker für Zeitungen und Mitarbeiter des Süddeutschen und Westdeutschen Rundfunks. Er erhielt den Niedersachsenpreis für Kultur, den Deutschen Musikpreis, die Ehrenplakette der Landeshauptstadt Hannover und das Große Bundesverdienstkreuz.
Er war seit 1955 mit Irmgard Mohr verheiratet und wohnte in Hannover und Dreis. Der Konzertsaal der Musikhochschule wurde zu seinem 80. Geburtstag nach ihm benannt.

## Schriften (Auswahl)
- Richard Jakoby (Hrsg.): Staatliche Hochschule für Musik und Theater Hannover. Struktur, Zielsetzungen, Geschichte, Hannover: Madsack, 1973
- Zum Wandel der Musikanschauungen von der Antike bis zur Gegenwart, Göttingen, 1981